# ULZ Schwaz
ULZ Schwaz ist ein österreichischer Handballverein aus Schwaz. Seit 2013 wird nur noch Jugend- und Hobbysport angeboten. Die ehemalige erste Mannschaft wurde ausgelagert zum neuen Verein Handball Tirol.

## Geschichte
Vorgänger des ULZ war die Turnerschaft Schwaz, die nach dem Ende des Zweiten Weltkrieges in Schwaz Großfeldhandball betrieb. Unter Alf Haidacher verpasste die Mannschaft Anfang der 1960er Jahre nur knapp den Aufstieg in die Staatsliga A. Später in den 1960er Jahren gehörte die Mannschaft in der Landesliga und später in der Alpenliga sowie der Westliga immer zu den besten Teams. Mit der Verlagerung des Handballsports vom Feld in die Halle gab es harte Einschnitte für einige Spieler, andere, wie Ritchie Angerer und John Lilg, gehörten zum Teamkader der österreichischen Nationalmannschaft für die Qualifikation zu den Olympischen Spielen 1972. Der größte Erfolg des ULZ Sparkasse Schwaz war der ÖHB-CUP Sieg in der Saison 2010/2011. Dadurch qualifizierte sich der Schwaz für den EHF-Europapokal der Pokalsieger 2011/12, wo der Verein in der ersten Runde ausschied.
Im Mai 2013 ging der Verein eine Partnerschaft mit HIT Innsbruck unter dem Namen Handball Tirol ein, seitdem betreibt das ULZ Schwaz nur noch Jugendmannschaften. Die HLA-Mannschaft ist Teil der Kooperation.

## Heimhalle
Als Heimspielstätte des Vereins dient die Sporthalle Schwaz-Ost, Johannes-Messner-Weg 12, 6130 Schwaz.

## Erfolge
- 1× Österreichischer Pokalsieger 2011
- Aufstieg in die Handball Liga Austria 2004[3]